# Do You Know Where Your Children Are
"Do You Know Where Your Children Are" é uma canção lançada de maneira póstuma do cantor de R&B e pop estadunidense Michael Jackson. Originalmente, a canção foi escrita, gravada e produzida por Michael entre 1984 e 1986 no álbum Bad, porém foi arquivada, sendo lançada em 2014 como um das faixas de seu segundo álbum póstumo Xscape. A versão remasterizada da canção foi produzida por Timbaland e Jerome Harmon. Mesmo sem ser um single a canção alcançou as paradas musicais na França e Holanda.

## Faixa no álbum
| Edição padrão |                                       |                |                            |         |  |
| N.º           | Título                                | Compositor(es) | Produtor(es)               | Duração |  |
| 6.            | "Do You Know Where Your Children Are" | Jackson        | Timbaland, Harmon, Jackson | 4:36    |  |

| Faixa bônus da edição deluxe do álbum |                                                         |                |              |         |  |
| N.º                                   | Título                                                  | Compositor(es) | Produtor(es) | Duração |  |
| 14.                                   | "Do You Know Where Your Children Are" (versão original) | Jackson        | Jackson      | 4:39    |  |

## Desempenho nas paradas
| Paradas (2014)                 | Melhor posição |
| ------------------------------ | -------------- |
| França (SNEP)                  | 191            |
| Países Baixos (Single Top 100) | 62             |